# SLベンフィカ・エン・マカオ
カーサ・ド・スポルト・リジュボア・イ・ベンフィカ・エン・マカオ（ポルトガル語: Casa do Sport Lisboa e Benfica em Macau、中国語: 賓菲加澳門分會）はマカオに本拠地を置き、リーガ・デ・エリートに所属するサッカークラブ。単にベンフィカ・デ・マカオとも呼ばれる。

## 概要
ポルトガルプリメイラ・リーガに所属するSLベンフィカの下部組織として1951年にSLベンフィカ（Sport Lisboa e Benfica）の名で設立されたが、後に現在の名称に変更された。

## タイトル
- リーガ・デ・エリート: 7回
  - 2014, 2015, 2016, 2017, 2018, 2020, 2024
- マカオ協会杯（ポルトガル語版）: 3回
  - 2013, 2014, 2017

### ポルトガルチームによるマカオのサテライト
- FCポルト・デ・マカオ（ポルトガル語版）（FCポルト所属。2部リーグ在籍）
- スポルティング・クルーベ・デ・マカオ（ポルトガル語版）（スポルティング所属。1部リーグ在籍）